# Carl Heinrich Merck
Pour les articles homonymes, voir Merck.
Carl Heinrich Merck, né en 1761 et mort en 1799, est un médecin, un naturaliste et un explorateur allemand.

## Biographie
Cinquante ans après Georg Wilhelm Steller (1709-1746), il visite les îles Aléoutiennes en 1787-1790. Une édition anglaise du journal de son expédition paraît en 1980 sous le titre de Siberia and northwestern America, 1788-1792 : the journal of Carl Heinrich Merck, naturalist with Russian scientific expedition led by Captains Joseph Billings and Gavriil Sarychev.

## Note
1. ↑  Traduit par Richard A. Pierce, Limestone Press : xvii + 215 p.  (ISBN 0919642934)

C.Merck est l’abréviation botanique standard de Carl Heinrich Merck.
Consulter la liste des abréviations d'auteur en botanique ou la liste des plantes assignées à cet auteur par l'IPNI, la liste des champignons assignés par MycoBank, la liste des algues assignées par l'AlgaeBase et la liste des fossiles assignés à cet auteur par l'IFPNI.
- Notices d'autorité :   - VIAF
  - ISNI
  - BnF (données)
  - IdRef
  - LCCN
  - GND
  - Pays-Bas
  - WorldCat